# Розора
Розо̀ра (на италиански: Rosora) е село и община в Централна Италия, провинция Анкона, регион Марке. Разположено е на 380 m надморска височина. Населението на общината е 1952 души (към 2010 г.).